# Sociedad Real de Tasmania

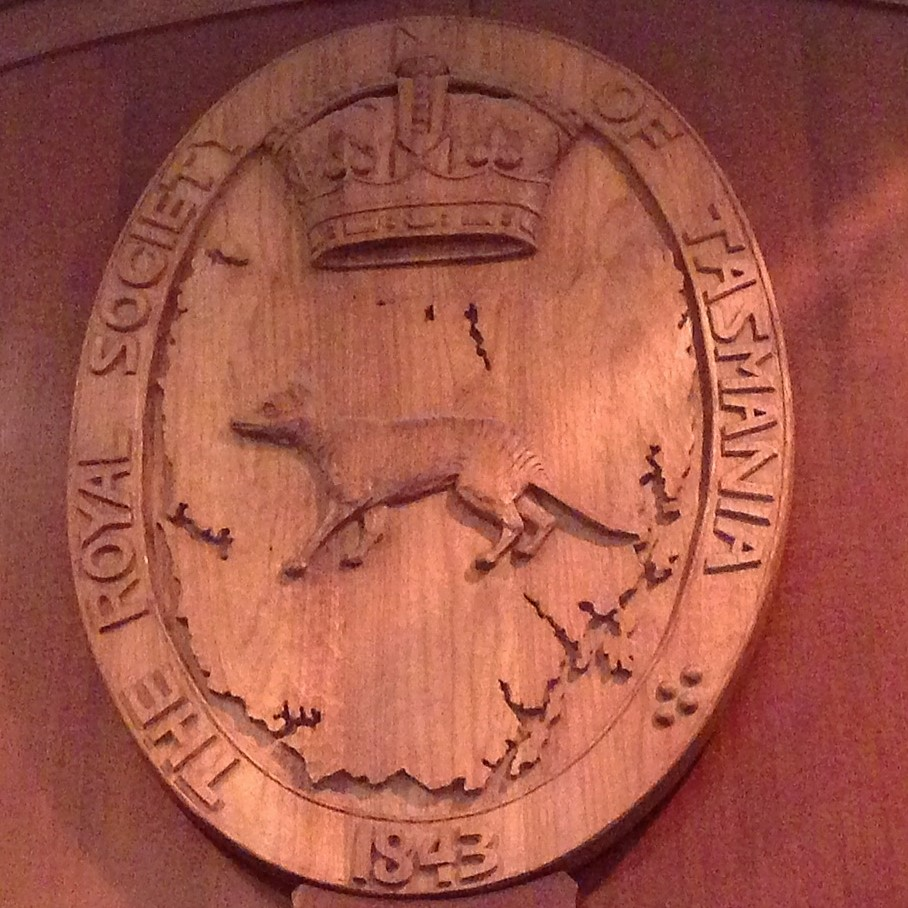
Escudo de la Real Sociedad de Tasmania en madera, en la pared de la sala de la Sociedad en el Museo y Galería de Arte de Tasmania, Hobart

La Real Sociedad de Tasmania (RST) se formó en 1844.
La RST fue la primera sociedad real fuera del Reino Unido. Comenzó como la "Sociedad de Tasmania", formado por Sir John Franklin asistido por Ronald Campbell Gunn. Fue responsable de gran parte del trabajo en la fundación de los Royal Tasmanian Botanical Gardens y el Tasmanian Museum and Art Gallery
En el caso de la sesquicentenary de la Sociedad - publicó el volumen Walk to the West el diario de James Backhouse Walker de un paseo en el año 1887, incluyendo pinturas de William Piguenit de ese viaje.